# Theodor Plaut (Wirtschaftswissenschaftler)
Theodor Friedrich Stephan Leberecht Plaut (geboren 14. Oktober 1888 in Leipzig; gestorben 14. November 1948 in London) war ein deutscher Wirtschaftswissenschaftler.

## Leben und Tätigkeit

### Frühe Jahre
Plaut war ein Sohn des Bakteriologen Hugo Carl Plaut (1858–1928), der als außerordentlicher Professor an der Universität Hamburg lehrte, und zuletzt als Direktor des Pilzforschungsinstituts im Universitätskrankenhaus Eppendorf amtierte. Sein väterlicher Großvater stammte aus dem thüringischen Nordhausen und war Bankier in Leipzig. Der mütterliche Großvater, Rudolph Brach, war Kaufmann und Reeder in Hamburg.
Nach dem Besuch des humanistischen Wilhelmsgymnasium in Hamburg, das er 1908 mit dem Abitur verließ, studierte Plaut Nationalökonomie an den Universitäten Freiburg, Berlin und München. 1912 wurde er mit einer von Karl Diehl und Gerhart Schulze-Gävernitz betreuten Arbeit über Gewerkschaftskampf der deutschen Ärzte zum Doktor der Staatswissenschaften promoviert.
Von 1912 bis 1914 volontierte Plaut bei Banken in Leipzig, Berlin, Hamburg und London. In London hörte er zugleich zwei Semester Vorlesungen an der London School of Economics.
Zu Beginn des Ersten Weltkrieges wurde Plaut zunächst als untauglich eingestuft, 1916 aber zum Landsturm eingezogen und in Russland, Makedonien und im Oberelsass eingesetzt, bevor er Anfang 1918 wegen der Verschlimmerung eines Augenleidens und einer Kniegelenkentzündung entlassen wurde. Während der Hamburger Spartakistenunruhen von 1919 gehörte er dem Hamburger Freikorps Bahrenfeld an. In den Monaten vor und nach seinem zwangsweisen Militärdienst war Plaut wissenschaftlicher Hilfsarbeiter (Assistent) von Bernhard Harms am Institut für Seeverkehr und Weltwirtschaft der Universität Kiel. Im August 1918 wechselte er in die Zentralstelle des Hamburgischen Kolonialinstituts.

### Tätigkeit an der Universität Hamburg (1920 bis 1933)
Im Oktober 1920 wurde Plaut dann Mitarbeiter des Seminars für Nationalökonomie und Kolonialpolitik der Universität Hamburg. 1922 habilitierte er sich dort für Nationalökonomie mit einer Arbeit über Entstehung, Wesen und Bedeutung des Whitleyismus, der englischen Variante der Betriebsräte und wurde als Wissenschaftlicher Hilfsarbeiter fest in den Universitätsdienst aufgenommen: Seine Antrittsvorlesung hielt er über Wesen und Bedeutung des Gildensozialismus. 1924 wurde er vom Senat der Stadt für die Dauer seiner Zugehörigkeit zur Universität zum Professor ernannt.
Hauptgegenstände von Plauts Vorlesungen waren Handels-, Gewerbe- und Sozialpolitik sowie das Geld-, Bank- und Börsenwesen. Seit 1927 kamen Vorlesungen zur Finanzwissenschaft hinzu.
Wenige Monate nach der Machtergreifung der Nationalsozialisten im Frühjahr 1933 wurde Plaut auf Grundlage des Berufsbeamtengesetzes aufgrund seiner jüdischen Herkunft sowie seiner Betätigung in der Sozialdemokratischen Partei zum 31. Juli 1933 aus dem Staatsdienst entlassen: Nachdem der Nationalsozialistische Studentenbund die Hochschulbehörde ersucht hatte, Plaut zu entlassen, wurde ihm nahegelegt, seine für das Sommersemester angekündigten Vorlesungen nicht zu halten. Bald danach erfolgte die Entlassung als Wissenschaftlicher Hilfsarbeiter, die Entziehung seiner Lehrbefugnis und der Verlust seiner Dienstbezeichnung als Professor.

### Emigration
Daraufhin emigrierte Plaut nach Großbritannien: Von 1933 bis 1935 war er Gastdozent (Visiting Lecturer) an der University of Hull. Seit 1935 war er am Coal Research Institute der Universität Leeds tätig.
Anfang 1939 wurde Plaut die deutsche Staatsbürgerschaft aberkannt. Sein Vermögen wurde beschlagnahmt. Von den nationalsozialistischen Polizeiorganen als Staatsfeind eingestuft, setzte das Reichssicherheitshauptamt ihn im Frühjahr 1940 auf die Sonderfahndungsliste G.B., ein Verzeichnis von Personen, die im Falle einer erfolgreichen deutschen Invasion Großbritanniens durch die Sonderkommandos der SS-Einsatzgruppen mit besonderer Priorität ausfindig gemacht und verhaftet werden sollten.
In seinen frühen Werken widmete Plaut sich Fragen des Geld- und Bankwesens und der Kriegsfinanzierung, insbesondere mit dem damals vieldiskutierten Schlagwort „Das Geld bleibt im Lande“. Ansonsten ist sein Werk fast ausschließlich der Außenhandelspolitik und der Arbeitsmarkt- bzw. Sozialpolitik (mit Schwerpunkt Gewerkschaftswesen und Schlichtungsverfahren) gewidmet.

## Familie
Seit 1920 war Plaut verheiratet mit Ellen Warburg, einer Tochter des Bankiers Abraham Warburg aus der bekannten Bankiersfamilie.

## Schriften
- Der Gewerkschaftskampf der deutschen Ärzte, 1913.
- Der Einfluß des Krieges auf den Londoner Geldmarkt, Jena 1915.
- Die Bedeutung des Dumping für die gegenwärtige englische Handelspolitik, 1921.
- Entstehen, Wesen und Bedeutung des Whitleyismus. Des englischen Typs der Betriebsräte, 1922.
- England auf dem Wege zum Industrieschutz. Schlüsselindustrien und Handelspolitik.
- Probleme englischer Handelspolitik. In: F. Eulenburg (Hrsg.): Neue Grundlagen der Handelspolitik.
- Deutsche Handelspolitik. Eine Einführung, 1929.
- Die Arbeitslosigkeit in den Vereinigten Staaten von Nordamerika und die verschiedenen Massnahmen zu ihrer Bekämpfung, 1932.